# Психоневрологічний інтернат

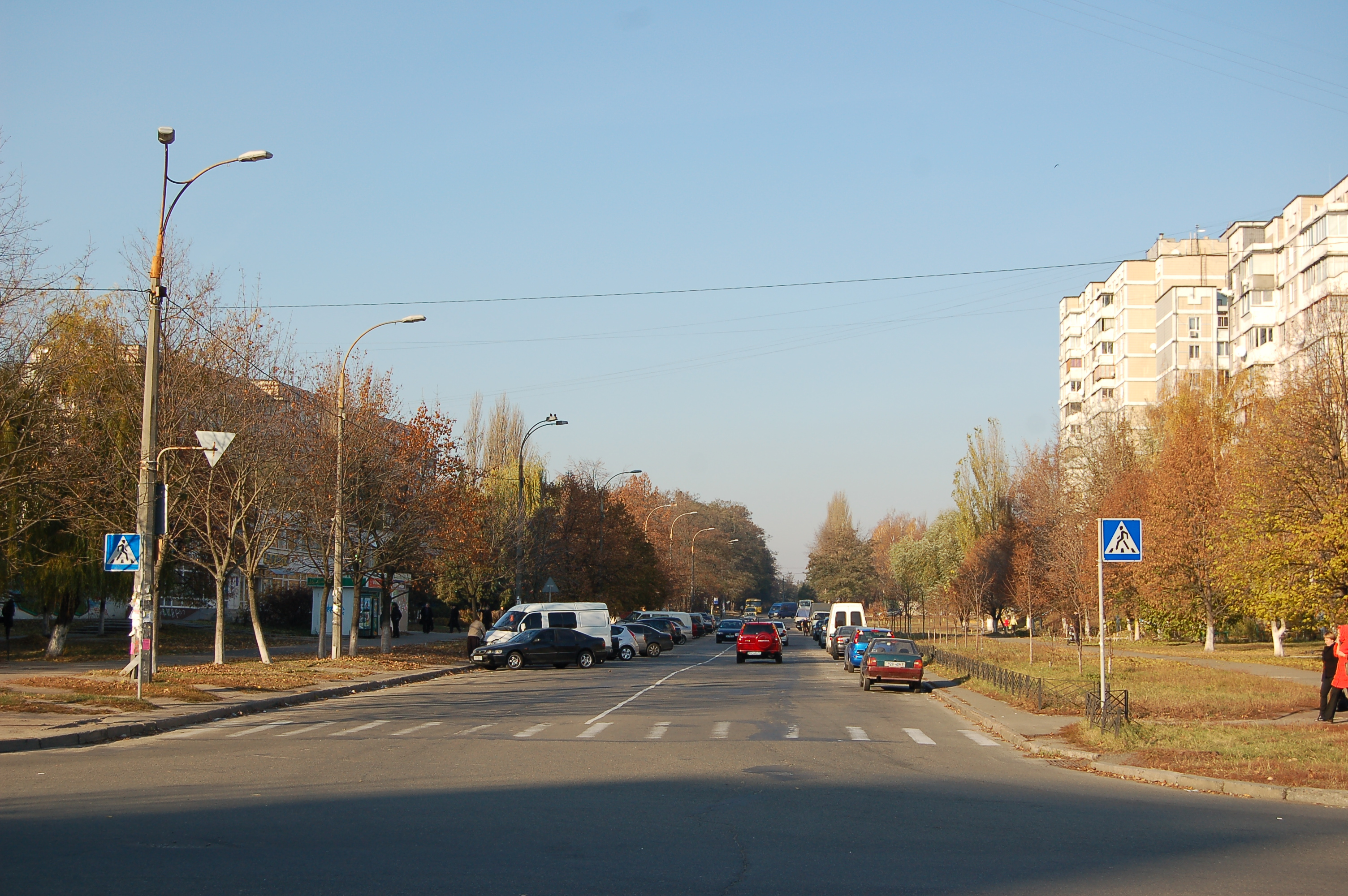
Ново-Білицький психоневрологічний інтернат (ліворуч)

Психоневрологічний інтернат (ПНІ)— соціально-медична установа для проживання людей віком від 18 років, що мають психоневрологічні та фізичні порушення. Психоневрологічні інтернати являються пережитком радянської патерналістської системи і зустрічаються лише в пострадянських країнах. В країнах Європейського Союзу та США, а також у Молдові інтернати скасовані, натомість введена система підтриманого проживання.

## Історія виникнення
Після Другої світової війни міста Радянського Союзу були переповнені інвалідами, котрі просили милостиню на вулицях. За даними статистичного збірника "Росія та СРСР у війнах XX століття. Втрати збройних сил" під час війни було демобілізовано 2 мільйони 576 тисяч інвалідів. Серед них  було чимало божевільних, що втратили розум внаслідок бойових дій чи втрати близьких.
Держава вирішила проблему інвалідів шляхом ізоляції їх від суспільства. Наприкінці 1940-х - на початку 1950-х років у містах проводились масові облави на інвалідів, котрих відправляли до спецінтернатів. Одним із документів що регламентував створення таких установ був Указ Президії Верховної Ради СРСР від 23 липня 1951 року "Про заходи боротьби з антисоціальними, паразитуючими елементами".  Протягом 1950 - х  років було створено більшу частину  нинішніх інтернатів для інвалідів. Як правило, їх селили в старих будівлях, що часто були непридатні для проживання за сотні кілометрів від столиць і десятки кілометрів від обласних центрів. Про надання якихось соціальних послуг мова взагалі не йшла, головною задачею новоутворених закладів було просто забезпечити місце, де інваліди могли б дожити до смерті.

В одній з доповідних міністр внутрішніх справ СРСР С. Круглов так окреслив стан справ  у боротьбі з жебраками:
" Боротьба з попрошайництвом ускладнюється... тим, що багато хто з жебраків... відмовляється від направлення їх до будинків інвалідів... самовільно залишає їх і продовжує попрошайничати... В зв'язку з цим було б доцільно вжити додаткових заходів із запобігання та ліквідації попрошайництва... Для запобігання того, щоб інваліди та престарілі громадяни, що не бажають проживати там, самі покидали будинки престарілих та інвалідів, щоб позбавити їх можливості займатись попрошайництвом, частину існуючих будинків перетворити в будинки особливого типу з надзвичайним режимом..."
Відповідно до постанови Ради Міністрів Української РСР від 11 січня 1989 року "Про норми витрат на харчування і медикаменти в будинках-інтернатах для престарілих та інвалідів (дорослих), профтехучилищах-інтернатах для інвалідів, технікумах-інтернатах для інвалідів" денна норма витрат становить 26 копійок на людину. Даний норматив залишається чинним і дотепер.

## Сучасний стан
Станом на грудень 2016 року в Україні налічувалось 144 ПНІ (без урахування тимчасово окупованих територій Автономної Республіки Крим та Окремих районів Донецької та Луганської областей, де залишилось 7 ПНІ - всього станом на 2012 рік їх налічувалось 151), де проживали близько 28 тисяч людей з інвалідністю.
Як правило підопічні проживають у великій кількості (від 120 до 900 осіб). Загалом це люди з вродженими захворюваннями та розумовою відсталістю, із ДЦП, синдромом Дауна, психічними захворюваннями, а також наслідками травми отриманої від аварії, інсульту, алкоголізму, наркоманії тощо. Головним чином - це особи з інвалідністю що втратили батьків, або були віддані ними до ПНІ.
Нерідко у  ПНІ опиняються вихованці дитячих будинків яких  чиновники,  аби не надавати їм належне за законом житло, після 18 років масово позбавляють  дієздатності через суд, оформлюючи як розумово відсталих.
Також до ПНІ часто потрапляють психічно й розумово здорові люди (за неофіційними даними їх близько 30 %),  котрих позбавили дієздатності, шляхом підкупу відповідних інстанцій,  родичі з метою заволодіння їхнім майном.
У 2022 році в результаті російської агресії десятки інтернатів Запорізької, Херсонської, Луганської, Донецької областей опинилися на окупованій території. Вихованців багатьох ПНІ з прифронтової зони було евакуйовано в більш безпечні місця.

## Умови проживання
За словами президента Державної комісії з прав людини  Анастасії Вілінської,
Психоневрологічні інтернати являються похмурим пережитком Радянського Союзу. Реформувати ПНІ чи покращувати їх неможливо, як неможливо зробити кращим будь-який інший концентраційний табір. Ця система має бути скасована повністю. 
Будь-які ідеї про те що в ПНІ є щось здорове й добре, абсурдні та позбавлені підстав. Навіть у найвідсталіших країнах світу (за виключенням пострадянського простору) не існує подібних соціальних відстійників, куди розміщують людей, щоб позбутися їх. 

Система ПНІ - це грати на вікнах, суворий пропускний режим, карцери, відбирання майна, паспортів, примус до тяжкої праці, насильство, знущання, примусові стерилізації та аборти навіть на пізніх термінах, відмова мешканцям у роботі, в укладанні шлюбів, та незаконне позбавлення дієздатності. Все це застосовується до людей, що не скоїли ніякого злочину.
Правозахисники виділили такі проблеми психоневрологічних інтернатів:
1. Ізоляція жителів ПНІ від суспільства, найчастіше установи перебувають у віддалених селах, хуторах, селищах огородженні парканом за який не пускають сторонніх[2]. Так, наприклад, в Рівненській області середня віддаленість ПНІ від обласного центру становить  42, 5 кілометри; у Харківській - 98, 2;  у Полтавській (найвищий показник в Україні) - 152, 1 кілометри[1]. Дана віддаленість ускладнює побачення підопічних з родичами, котрим треба додати десятки кілометрів, труднощі з транспортом,  оскільки часто ПНІ знаходяться в таких місцях куди не ходять ні поїзди, ні автобуси або навіть взагалі відсутні будь-які дороги. Ночувати в ПНІ стороннім забороняється, тому рідні можуть побути, в кращому випадку, декілька годин. До того ж значна частина підопічних походять з малозабезпечених сімей, і батьки не можуть регулярно витрачати кошти на проїзд.
2. ПНІ переповнені і люди живуть у тісноті, не маючи достатньо простору для особистого життя. Війна і евакуація ще більше загострили цю проблему[2]. В середньому в одній установі можуть жити від 120 до 700 вихованців[2].
3. У ПНІ мешканці не забезпечені нормальним медичним обслуговуванням, медикаментами. У багатьох інтернатах відсутній кваліфікований медперсонал та реабілітація[2]. У випадку різкого загострення стану підопічного його на кілька тижнів відправляють до психіатричної лікарні. Таке ставлення призводить до того що хвороби підопічних набувають хронічного характеру[1]. Так, в одному з ПНІ Чернігівської області  перевіркою було виявлено жінку з четвертою стадією раку грудей, яку адміністрація близько трьох років навіть не направляла на огляд лікаря[5].
4. Багато ПНІ не адаптовані для життя людей з порушеннями руху, багато підопічних роками не мають змоги бувати на свіжому повітрі. Так, в одному з інтернатів було виявлено 70 жінок, котрі протягом трьох років жодного разу не були на вулиці[4].
5. Часті випадки насильства з боку інших жителів ПНІ або персоналу установи. Зі свідчень підопічного ПНІ 1987 року народження, що потрапив до закладу з дитячого будинку:
6. " Я тікав більше 40 разів з інтернату і мене за це відправляли у психіатричну (лікарню).  У психіатричній з 1997 часто топили у холодній воді. У 2001 - 2003 прив'язували і клали подушку на лице. Ложили разом з померлими. Погрожували що уб'ють якщо буду жалітись[6]."
7. Мешканці ПНІ мають дуже обмежене дозвілля, у них практично не буває екскурсій за межі закладу оздоровлення та санаторне лікування не проводиться.
8. Жителі ПНІ найчастіше не працевлаштовані та позбавлені можливостей для навчання та розвитку. Вони не почуваються корисними суспільству.
9. Волонтери та громадські організації відвідують ПНІ дуже рідко, громадські ради щодо захисту прав мешканців ПНІ практично не працюють.
10. Жителі ПНІ практично позбавлені можливості захистити свої права у разі їх порушення. Протести проти свавілля підопічних ПНІ мають наслідок  відправлення в карцер, жорстоке побиття (мали випадки забиття на смерть), застосування до підопічних психотропних препаратів, зокрема,  нейролептиків амінозин та галоперидол, від лікування якими вже відмовились на Заході[2]. За наявності такої кількості зловживань та злочинів в області душевного здоров'я у період з 2013 по 2016 роки в Україні не зафіксовано жодного притягнення до кримінальної відповідальності психіатра чи співробітника психоневрологічного інтернату[4].
11. За законом підопічні отримують лише 25 % соціальних виплат, а решта йде на забезпечення одягом, постільною білизною та комфортними умовами. Однак забезпечення все одно відбувається на неналежному рівні[4].

## Рішення Європейського Суду з прав людини
При розгляді справи "Володимир Кагановський проти України" Європейський суд з прав людини встановив що в період з 27 червня по 6 липня 2017 року Київським психоневрологічним інтернатом були порушені права заявника в ст.5 §1, 4 та 5 - незаконність утримання та неможливість для нього оскаржити його законність та отримати компенсацію. Ст. 3. - умови утримання.